# Parc national des volcans d'Hawaï
Le parc national des volcans d'Hawaï (en anglais : Hawaiʻi Volcanoes National Park) est l'un des deux parcs nationaux des États-Unis situé dans l'État d'Hawaï, sur l'île d'Hawaï. Il a été désigné réserve mondiale de biosphère en 1980 et site du patrimoine mondial de l'UNESCO depuis 1987. Il comprend deux volcans : le Kīlauea, l'un des plus actifs du monde, et le Mauna Loa, le plus haut et le plus gros volcan actif du monde,.
Le parc permet aux visiteurs de découvrir sa géologie, sa faune et sa flore. Certains secteurs du parc sont interdits d'accès ou sont soumis à autorisation en raison du risque volcanique,. Sa fréquentation, 1 352 123 visiteurs en 2011, est relativement stable après une légère baisse en 2008.

## Géographie
Le parc national des volcans se trouve à Big Island et est l'attraction la plus spectaculaire de l'île. En raison de l'intense activité de trois de ses cinq volcans, l'île continue à s'étendre, et les coulées de lave ont créé 200 hectares de nouvelles terres en 30 ans. Les paysages du volcan Kilauea sont particulièrement spectaculaires : forêt pluviale, eaux bouillonnantes dues aux coulées de magma qui se déversent dans la mer, fumerolles de soufre, aride paysage basaltique, colonisé par la végétation, tunnel de lave Thurston formé il y a 500 ans, lac de lave solidifié émettant de la vapeur, lac de lave liquide au milieu d'un cratère.

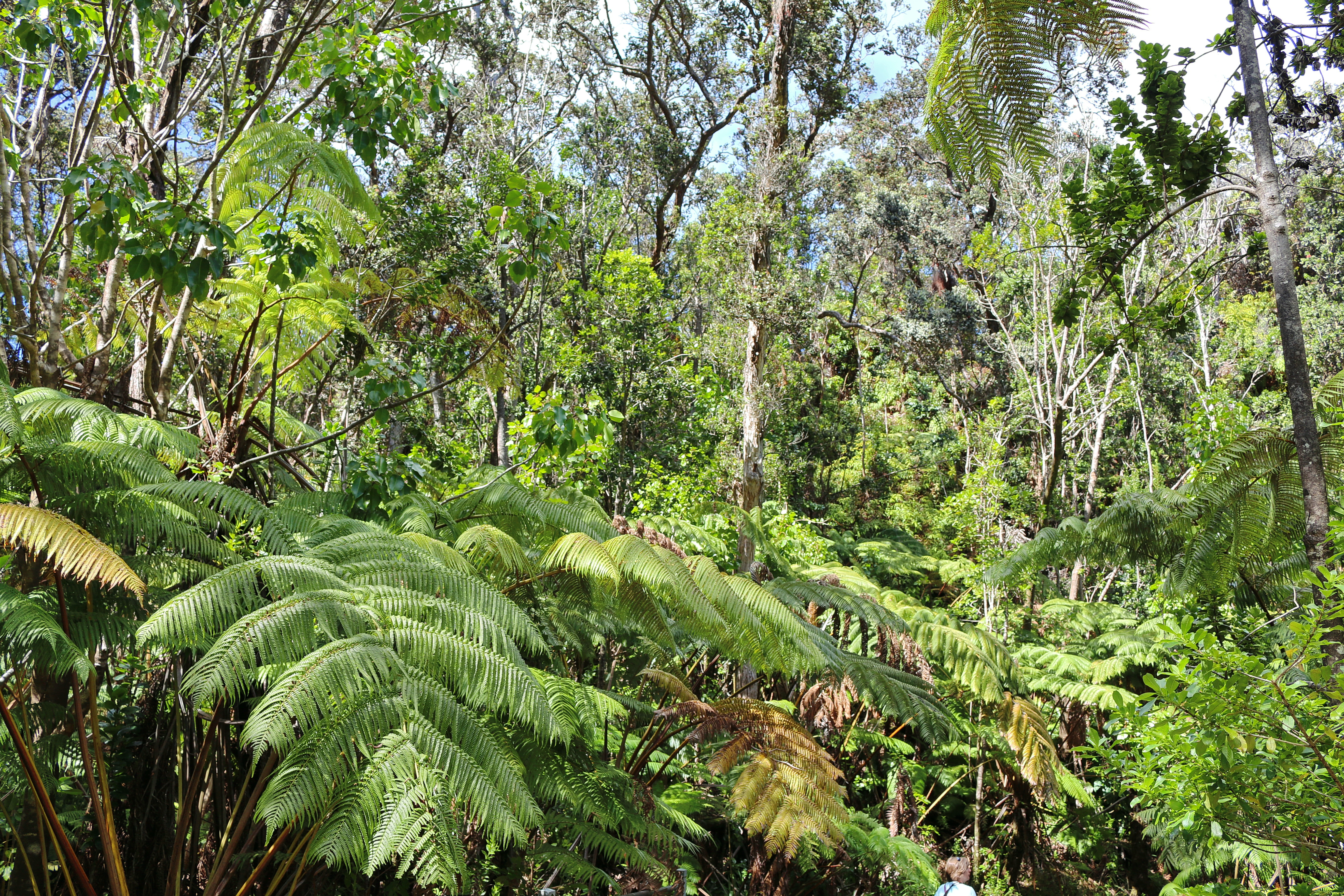
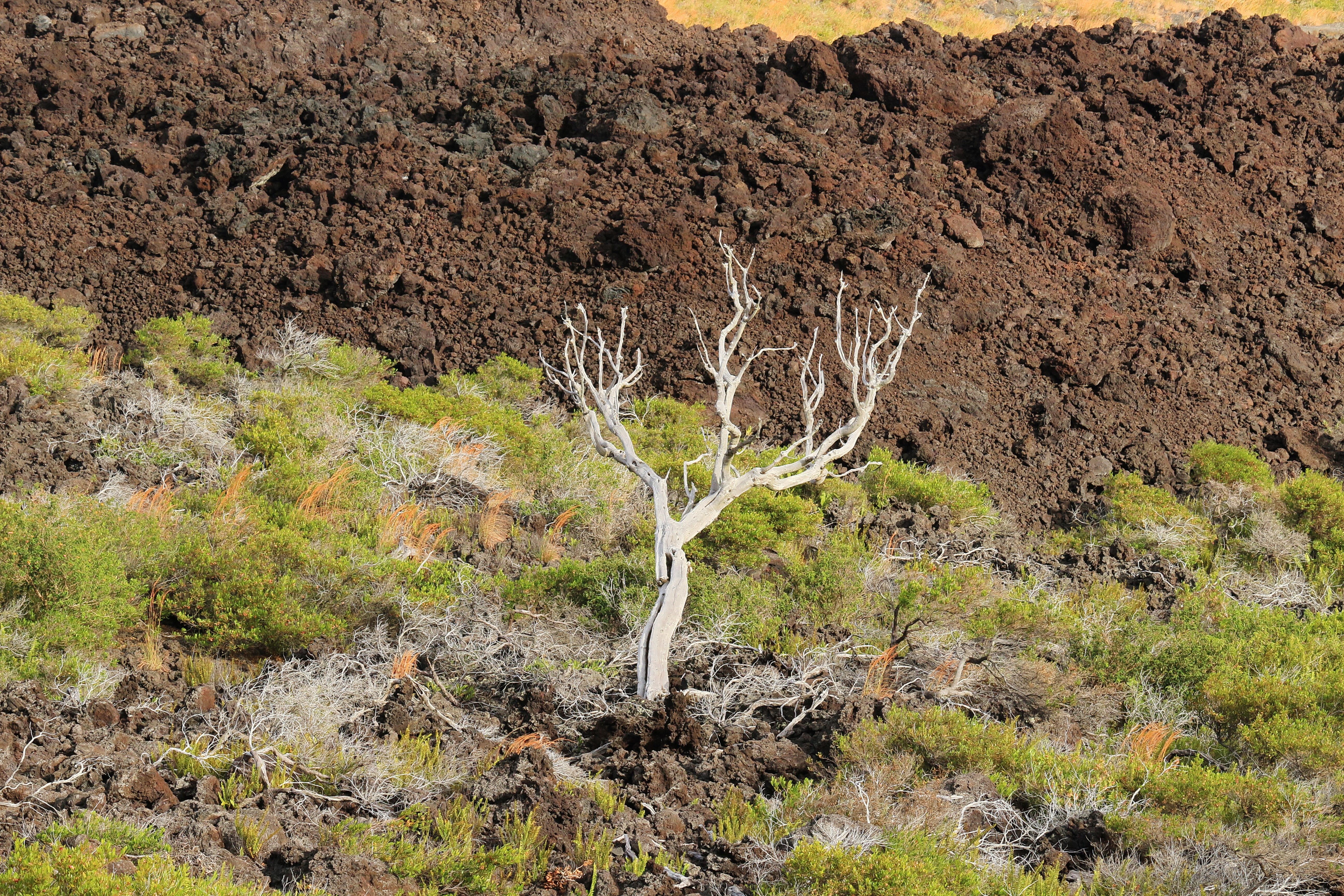
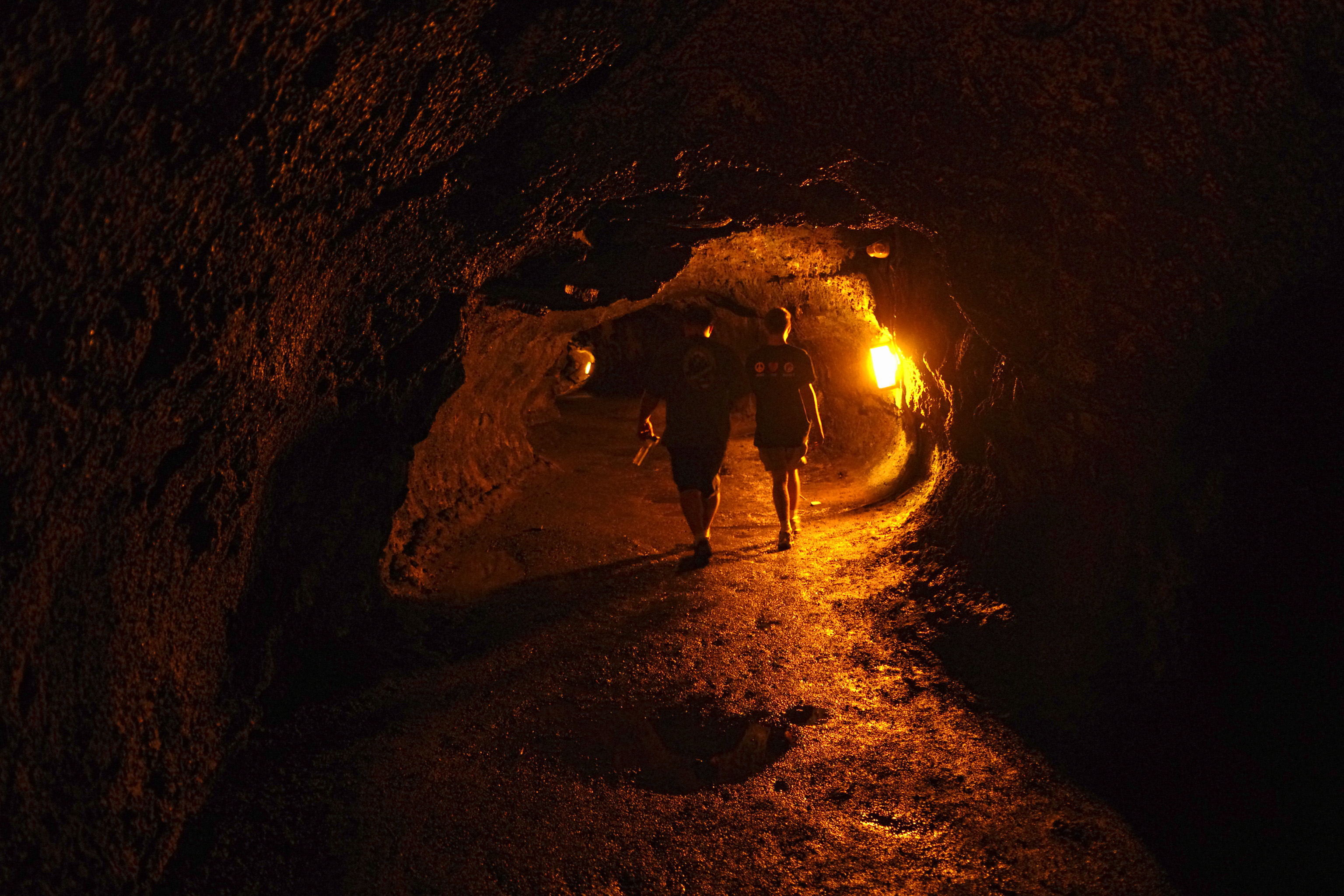
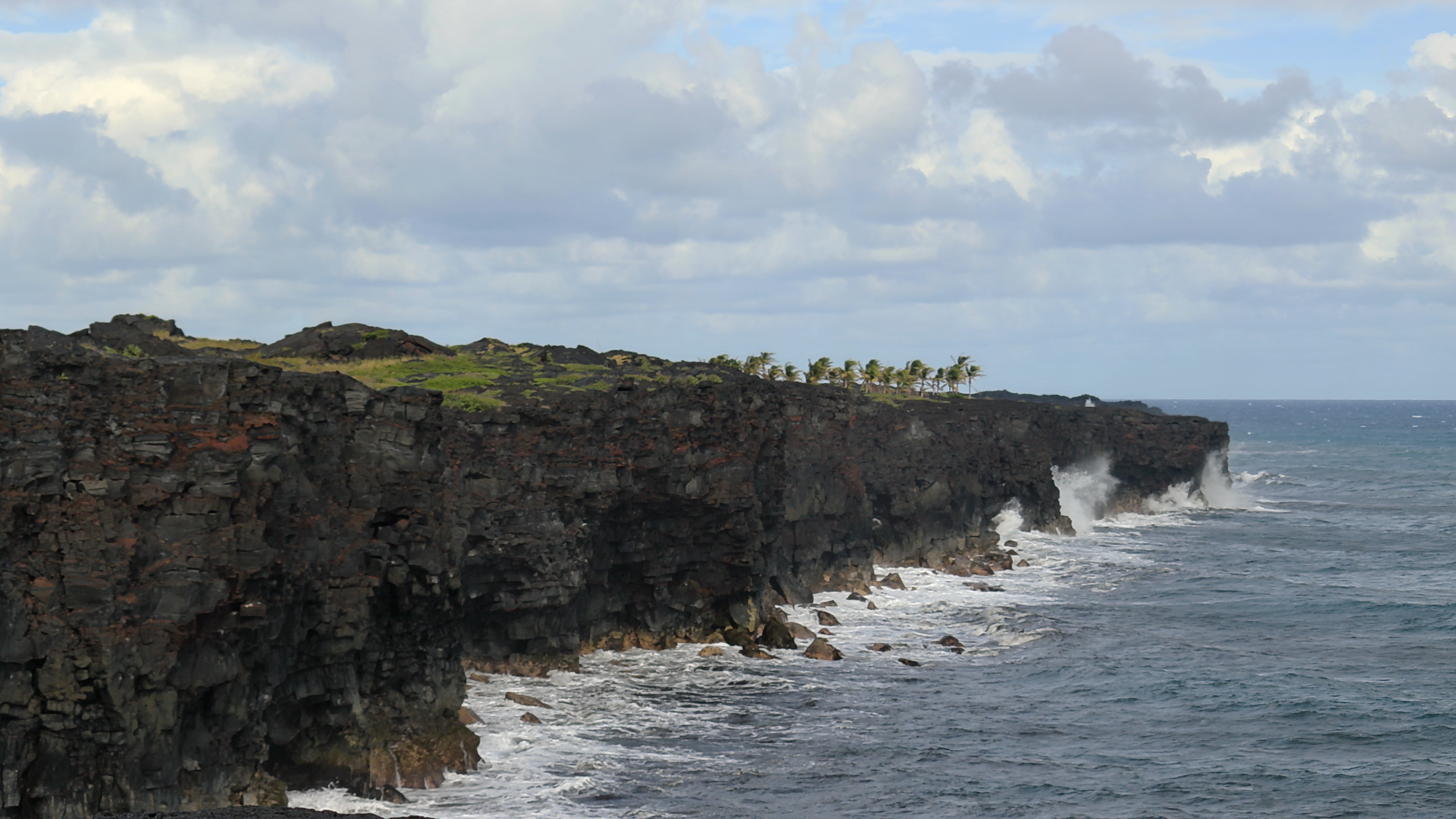
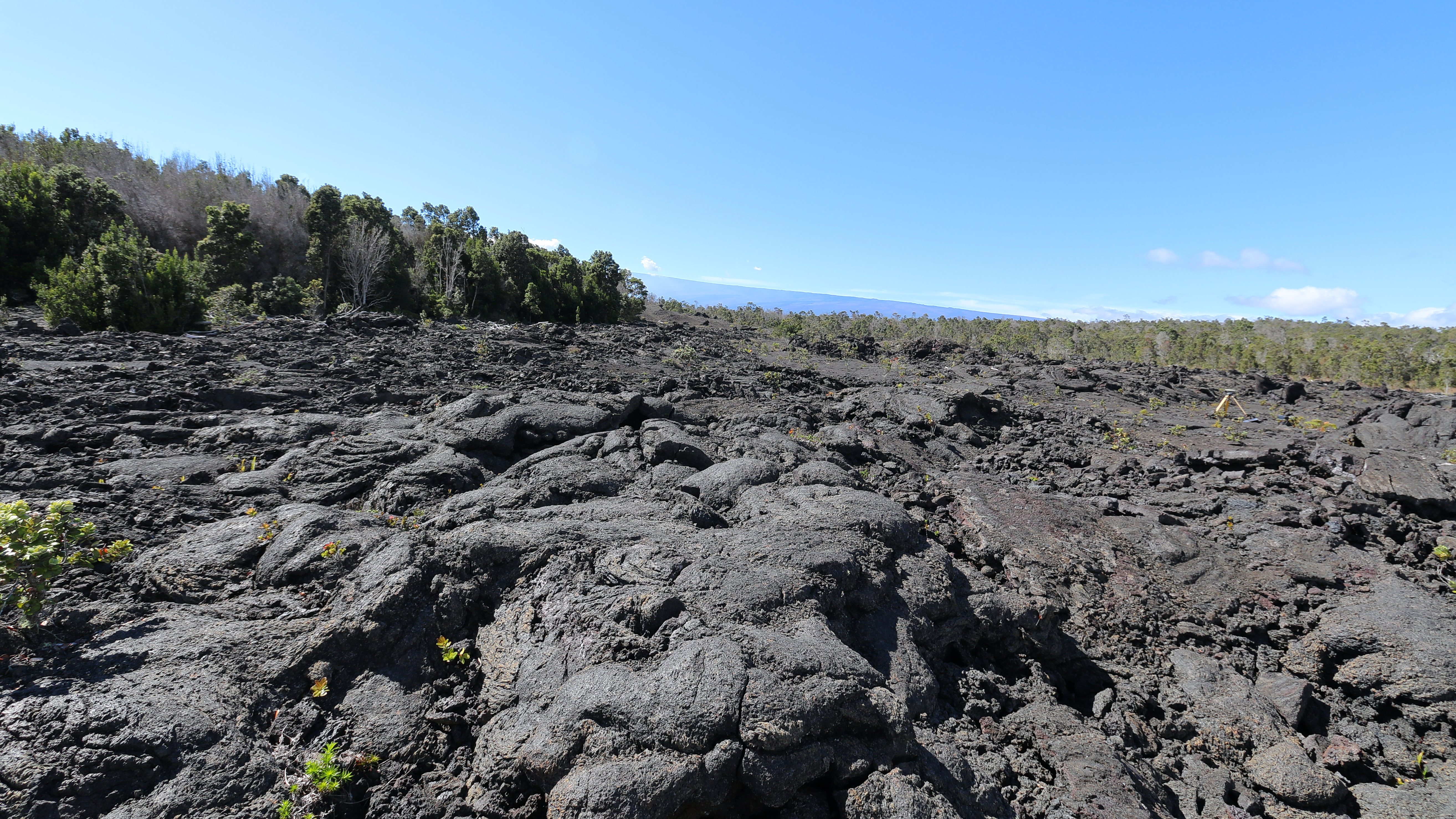
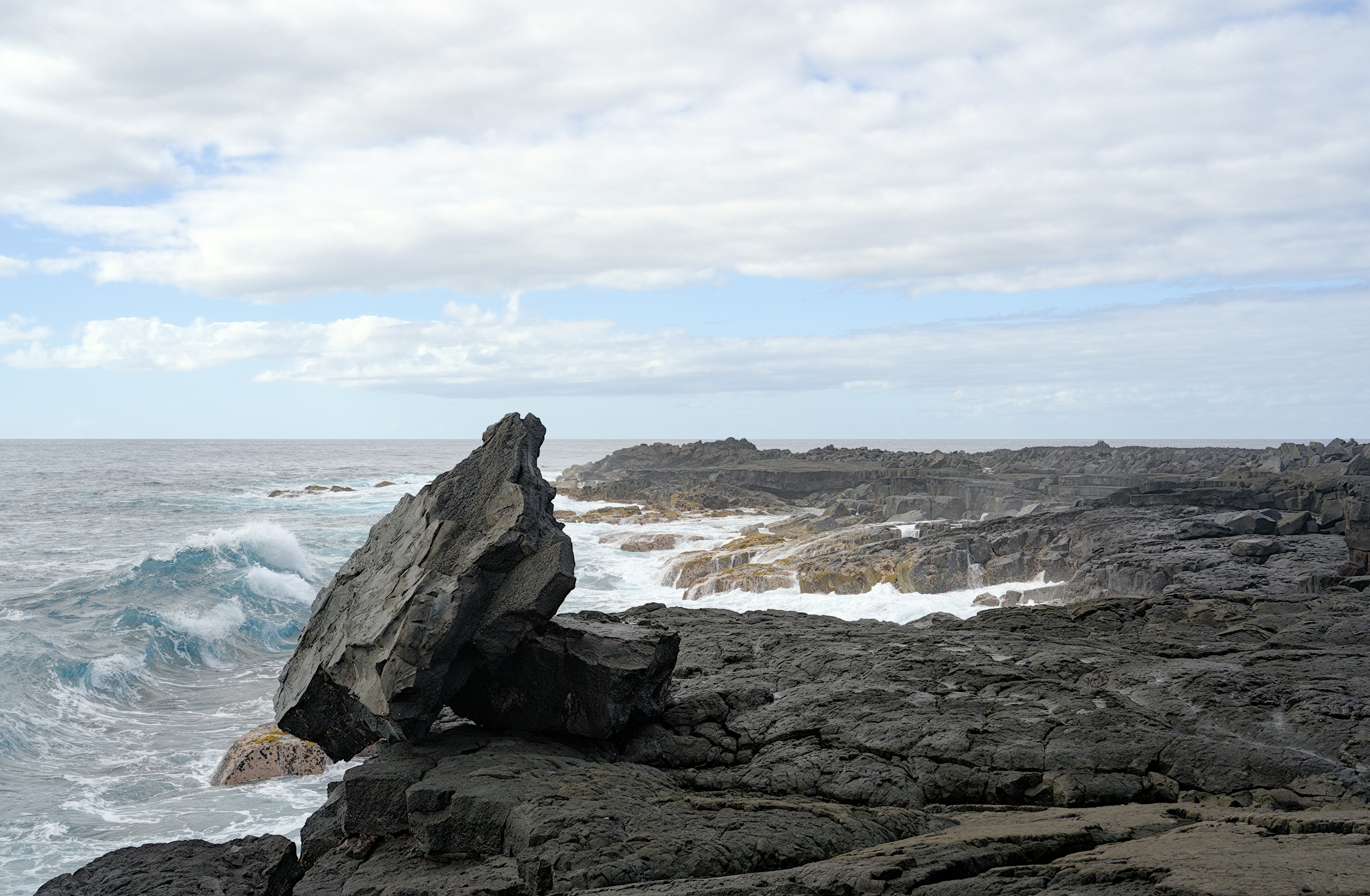

## Histoire
Le parc national des volcans a été fondé en 1916 et offre des paysages spectaculaires. Le volcan Kilauea est actif depuis des siècles et comporte de vastes champs de lave, plusieurs cratères et des cônes de cendres. Quelques mesures de protection sont émises pour éviter des blessures comme interdire l'accès à certaines zones.
Kīlauea et sa caldeira Halemaʻumaʻu étaient traditionnellement considérées comme la maison sacrée de la déesse du volcan Pélé. Les Hawaïens ont visité le cratère pour offrir des cadeaux à la déesse.
En 1790, un groupe de guerriers, ainsi que des femmes et des enfants qui se trouvaient dans la région, ont été pris dans une éruption inhabituellement violente. Beaucoup ont été tués et d'autres ont laissé des traces de pas dans la lave (1790 Footprints) qui sont encore visibles.

Les premiers visiteurs occidentaux du site, le missionnaire anglais William Ellis et l'américaine Lucy Goodale Thurston (en), se sont rendus à Kīlauea en 1823. Ellis a écrit sur sa réaction à la première vue du volcan en éruption :
« Un spectacle, sublime et même épouvantable, s'est présenté à nous. Nous nous sommes arrêtés et avons tremblé. L'étonnement et la crainte pendant quelques instants nous ont rendus muets, et, comme des statues, nous sommes restés fixés sur place, les yeux rivés sur l'abîme en dessous. »
Le volcan est devenu une attraction touristique dans les années 1840, et des hommes d'affaires locaux tels que Benjamin Pitman (Hawaii) (en) et George Lycurgus (en) dirigeaient une série d'hôtels sur le bord. Volcano House est le seul hôtel ou restaurant situé à l'intérieur des frontières du parc national.
Lorrin Thurston, petit-fils du missionnaire américain Asa Thurston, a été l'un des moteurs de la création du parc après avoir investi dans l'hôtel de 1891 à 1904. William R. Castle a d'abord proposé l'idée en 1903. Thurston, qui a ensuite appartenant au journal The Honolulu Advertiser, a publié des éditoriaux en faveur de l'idée du parc. En 1907, le territoire d'Hawaï a payé cinquante membres du Congrès et leurs femmes pour visiter Haleakalā et Kīlauea, y compris un dîner cuit sur des évents à vapeur de lave. En 1908, Thurston divertit le secrétaire à l'Intérieur James Rudolph Garfield et une autre délégation du Congrès l'année suivante. Le gouverneur Walter F. Frear (en) a proposé un projet de loi en 1911 pour créer le parc national de Kilauea pour 50 000 $. Thurston et le propriétaire foncier local William Herbert Shipman (en) ont proposé des limites, mais se sont heurtés à une certaine opposition de la part des éleveurs. Thurston a imprimé les avenants de John Muir, de Henry Cabot Lodge et de l'ancien président Theodore Roosevelt. Après plusieurs tentatives, la législation introduite par le délégué Jonah Kūhiō Kalanianaʻole (en) est finalement passée pour créer le parc. La résolution de la maison 9525 a été signée par Woodrow Wilson le 1er août 1916. Le parc national d'Hawaï est devenu le onzième parc national des États-Unis et le premier d'un territoire.
En quelques semaines, la National Park Service Organic Act a créé le National Park Service pour gérer le système. Le parc a été officiellement renommé « parc national des volcans d'Hawaï » après avoir été séparé du parc national de Haleakalā le 22 septembre 1961.
Un tunnel de lave facilement accessible a été nommé en hommage à la famille Thurston. Un tronçon non développé du tunnel de lave de Thurston s'étend sur 340 m supplémentaires au-delà de la zone développée et des impasses dans la colline, mais il est fermé au grand public.
En 2004, 115 788 acres (468,58 km2) supplémentaires du ranch Kahuku ont été ajoutés au parc, la plus grande acquisition foncière de l'histoire d'Hawaï. Désormais appelé le district de Kahuku, le parc a été agrandi de 56 % avec le terrain nouvellement acquis, qui est à l'ouest de la ville de Waiohinu, Hawaii (en) et à l'est d'Hawaiian Ocean View, Hawaii (en). Le terrain a été acheté pour 21,9 millions de dollars à la succession de Samuel Mills Damon (en), avec un financement de The Nature Conservancy.
En 2022, le parc est à nouveau agrandi de 6657 hectares à hauteur de Pōhue Bay, portant la superficie totale du parc à environ 1 435 km2.

## Faune et flore
La faune et la flore sont elles aussi uniques. Situées à plus de 3 000 km du continent le plus proche, les Iles Hawaï constituent l'archipel le plus isolé géographiquement de la planète. D'où un endémisme à nul autre pareil, plus important même que dans les îles Galápagos. La flore et la faune de ces vieilles terres ont évolué à l'abri de toute interférence extérieure. Dès lors, 90 % des animaux et des végétaux autochtones ne se rencontrent nulle part ailleurs. Toutefois, beaucoup sont en voie d'extinction, essentiellement à cause d'espèces extérieures introduites par l'homme. C'est le cas pour les 23 espèces d'oiseaux chanteurs, comme les drepranidinae. Parmi les espèces remarquables, la bernache néné, le pétrel des Hawaï, le faucon de Hawaï, la chauve-souris cendrée de Hawaï (l'un des rares mammifères natifs de l'archipel) et le phoque moine de Hawaï.

## Évènements récents
Le 19 mars 2008, il y a eu une petite explosion à Halemaʻumaʻu, le premier événement explosif depuis 1924 et la première éruption dans la caldeira de Kīlauea depuis septembre 1982. Les débris de l'explosion ont été dispersés sur une superficie de 74 acres (300 000 m2). Une petite quantité de cendres a également été signalée dans une communauté voisine. L'explosion a couvert une partie de Crater Rim Road et a endommagé Halemaʻumaʻu Overlook. L'explosion n'a pas libéré de lave, ce qui suggère aux scientifiques qu'elle était entraînée par des sources hydrothermales ou gazières.
Cet événement d'explosion a fait suite à l'ouverture d'un important évent de dioxyde de soufre, augmentant considérablement les niveaux émis par Halemaʻumaʻu. L'augmentation dangereuse du dioxyde de soufre a entraîné la fermeture de Crater Rim Road entre le musée Jaggar au sud/sud-est jusqu'à Chain of Craters Road, Crater Rim Road du camp militaire de Kīlauea au sud/sud-est à Chain of Craters Road, et tous les sentiers menant à Halemaʻumaʻu, y compris ceux de Byron Ledge, ʻIliahi (Sandalwood) Trail et Kaʻū Desert Trail.
À la mi-mai 2018, le district de Kīlauea du parc a été fermé en raison d'éruptions explosives à Halemaʻumaʻu, bien que le district de Kahuku soit resté ouvert. Le district de Kīlauea, y compris le centre des visiteurs, a rouvert au public le 22 septembre 2018,. L'activité éruptive, les effondrements de terrain et les explosions dans le parc avaient cessé début août. Au sommet, la sismicité et la déformation sont négligeables. Les taux d'émission de dioxyde de soufre au sommet et dans la zone du Lower East Rift sont considérablement réduits. Le taux combiné est inférieur à tout moment depuis la fin de l'année 2007. Les données sur les tremblements de terre et la déformation ne montrent aucune accumulation nette, retrait ou mouvement significatif de magma souterrain ou de pressurisation comme on pourrait s'y attendre si le système était en train de construire vers une reprise d'activité.
À partir de 2020, l'accalmie de l'activité éruptive à Kīlauea continue et la majeure partie du parc est ouverte. Cependant, certains segments de route et sentiers restent fermés aux visiteurs, tandis que le musée Jaggar de l'observatoire volcanologique d'Hawaï est fermé indéfiniment. Le tunnel de lave de Thurston (Nāhuku) a été rouvert au public le 21 février 2020. Plusieurs grandes chutes de pierres (Rockfall (en)) ont été nettoyées et des capteurs ont été installés pour surveiller les nouvelles fissures, ainsi que des améliorations au drainage de l'eau et au stationnement. Les éboulements et les fissures avaient été causés par certains des 60 000 tremblements de terre enregistrés lors de l'éruption de Kīlauea.

## Galerie

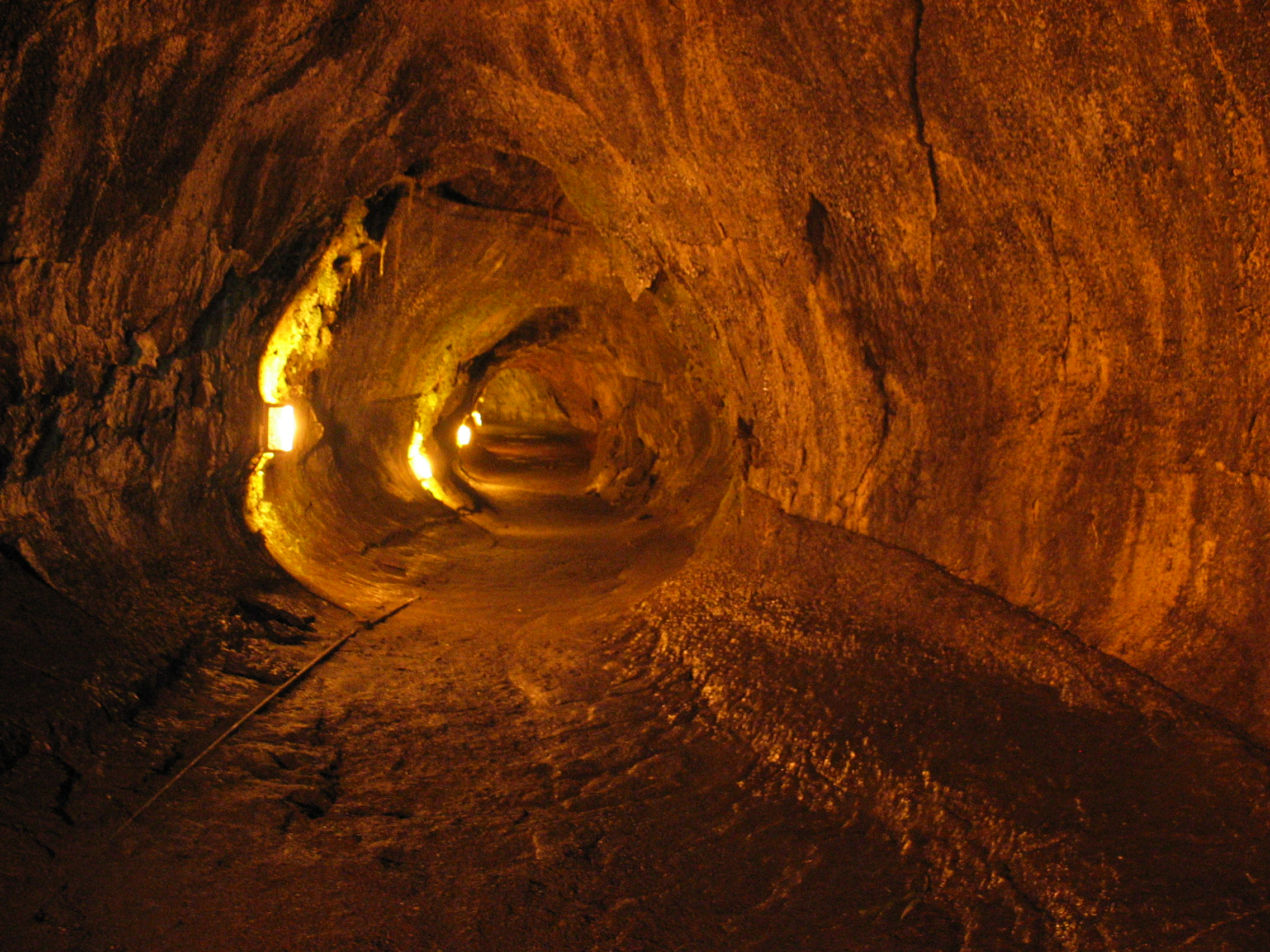
Vue de l'intérieur du tunnel de lave Thurston sur les pentes du Kīlauea
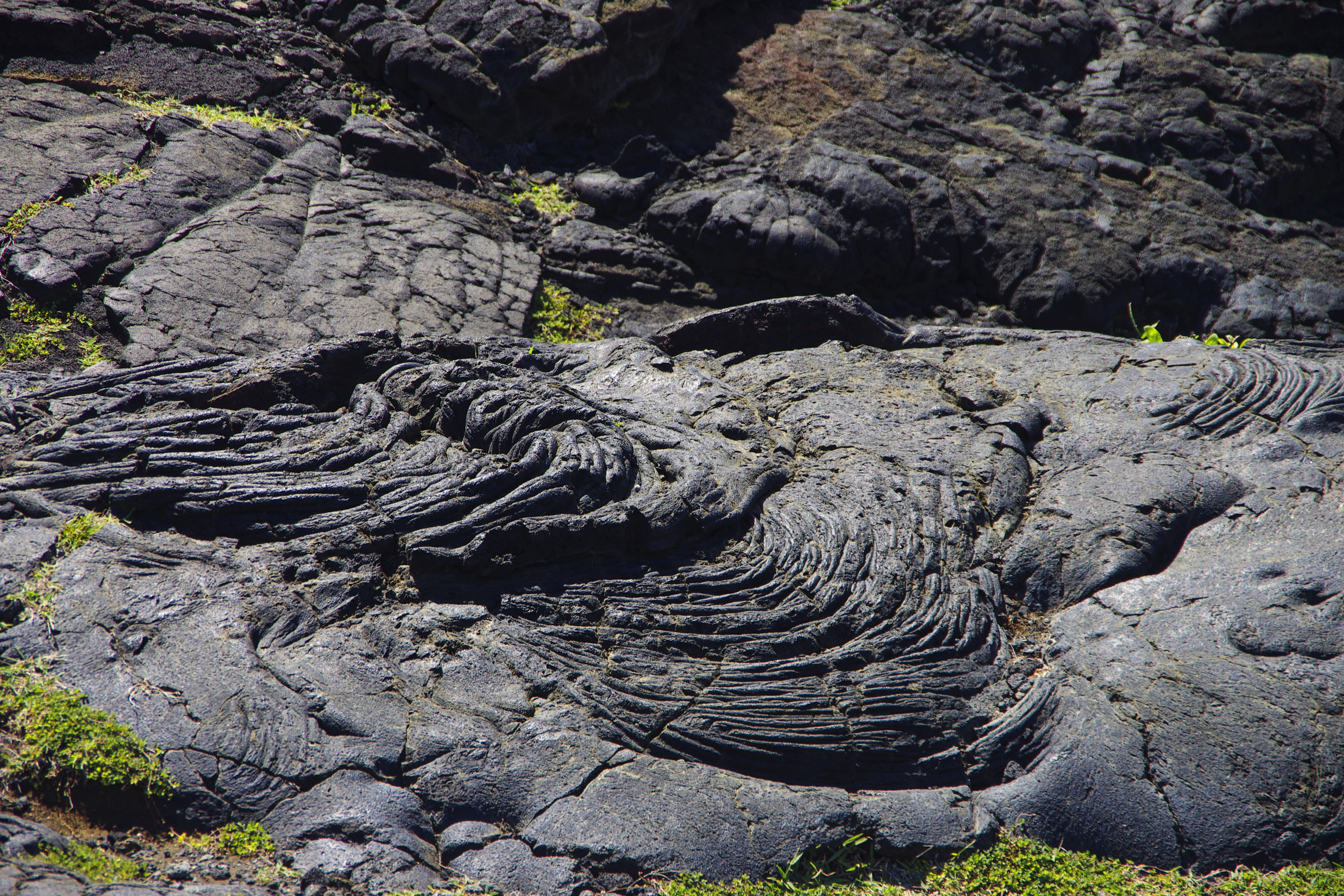
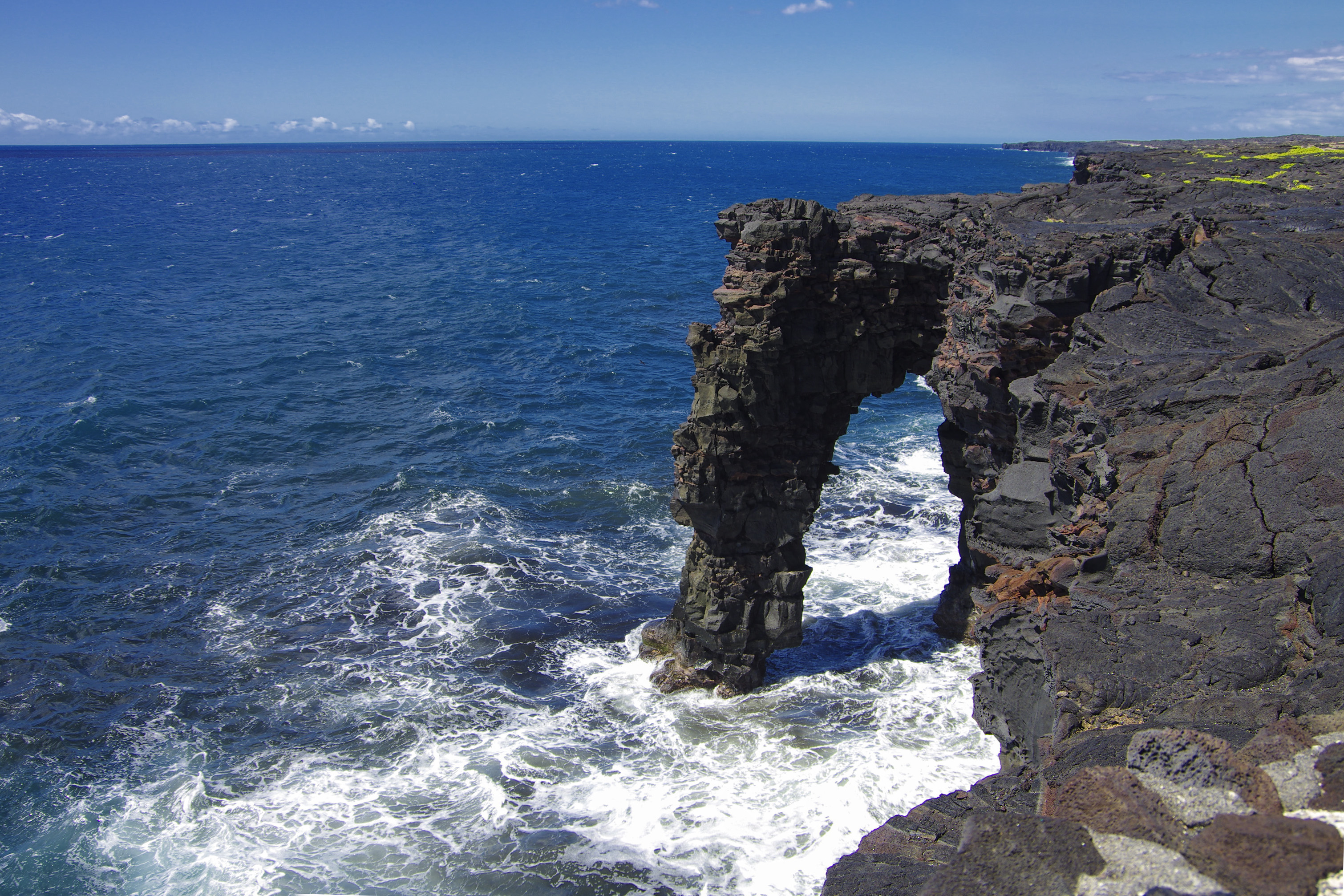
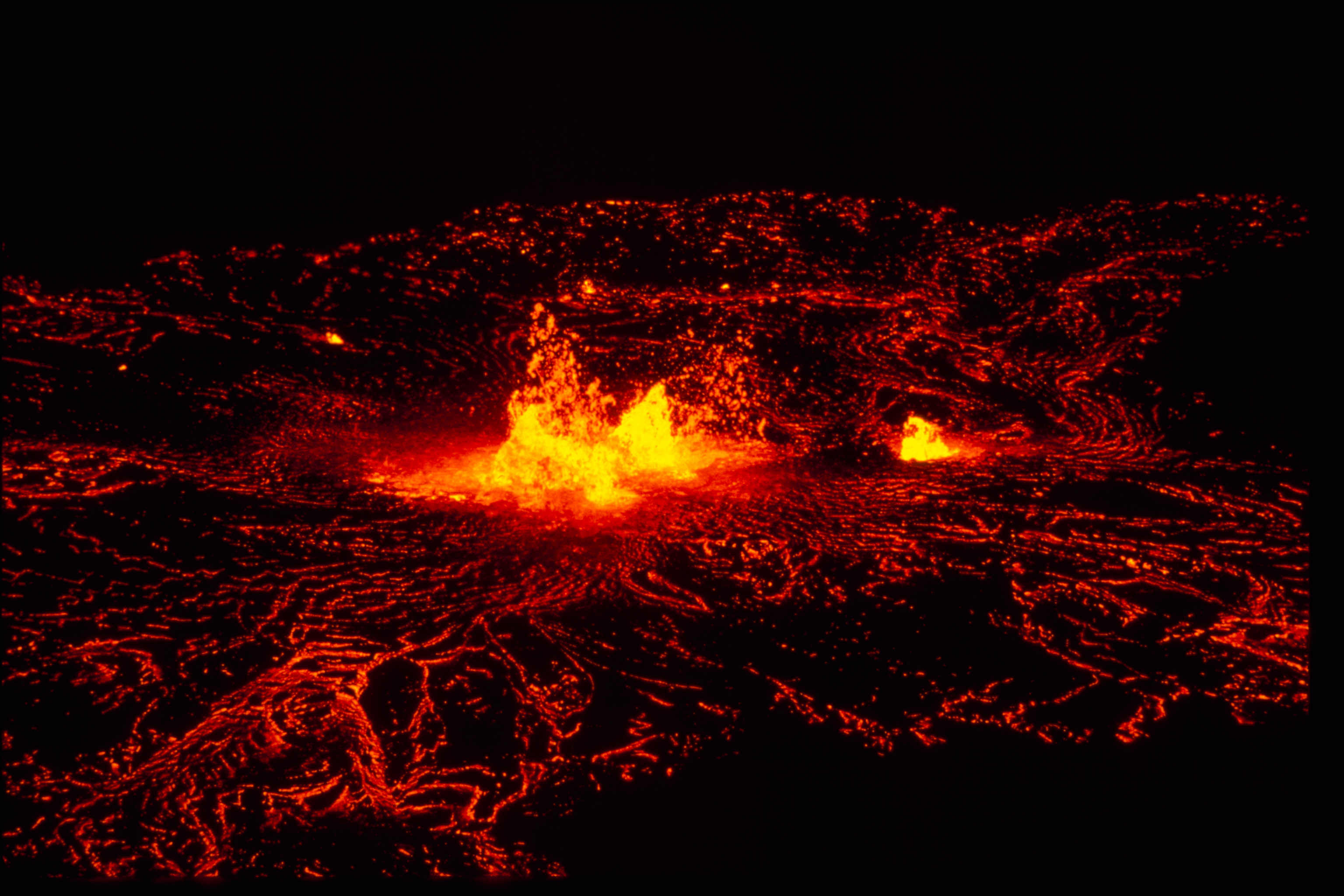
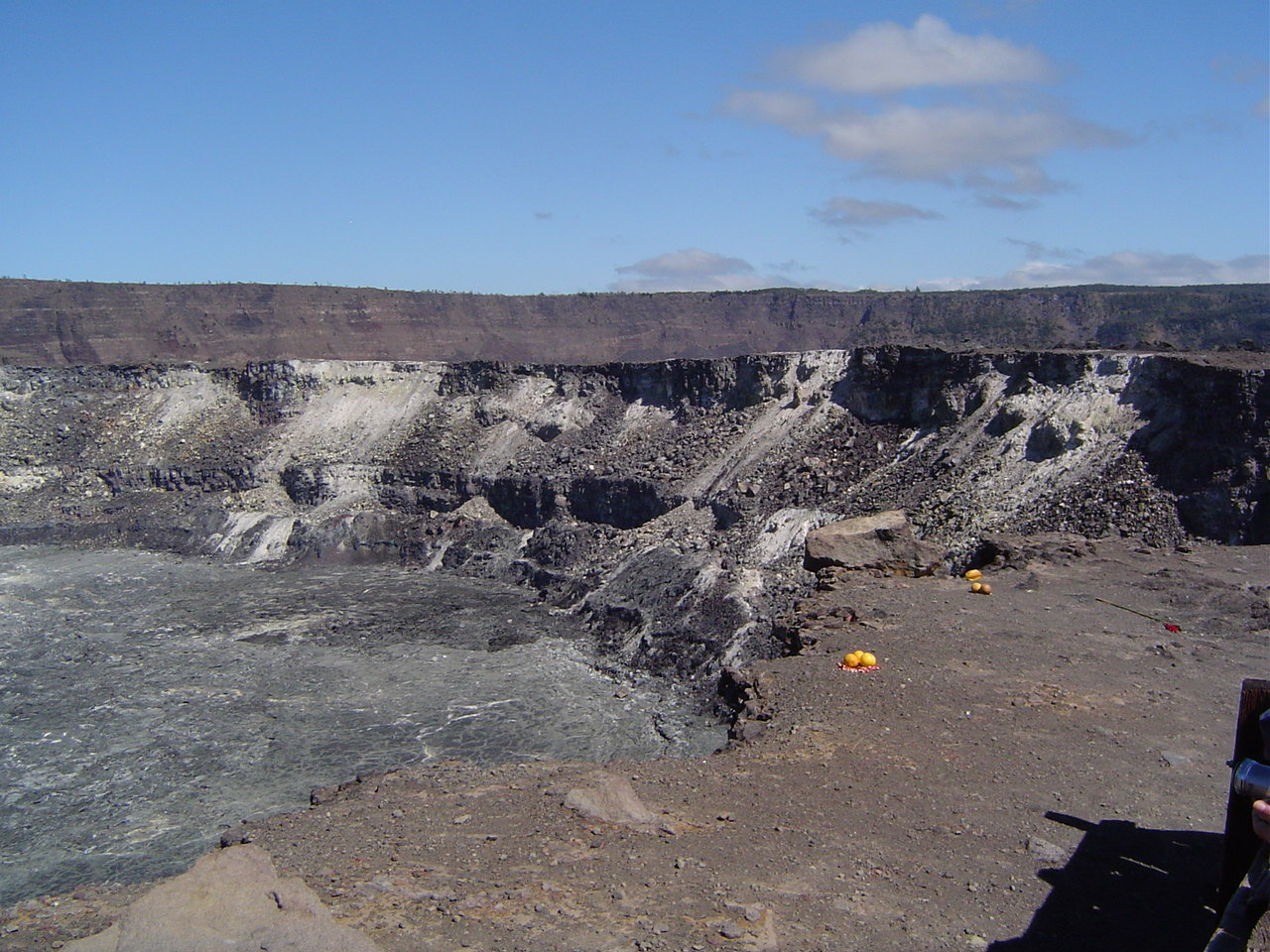
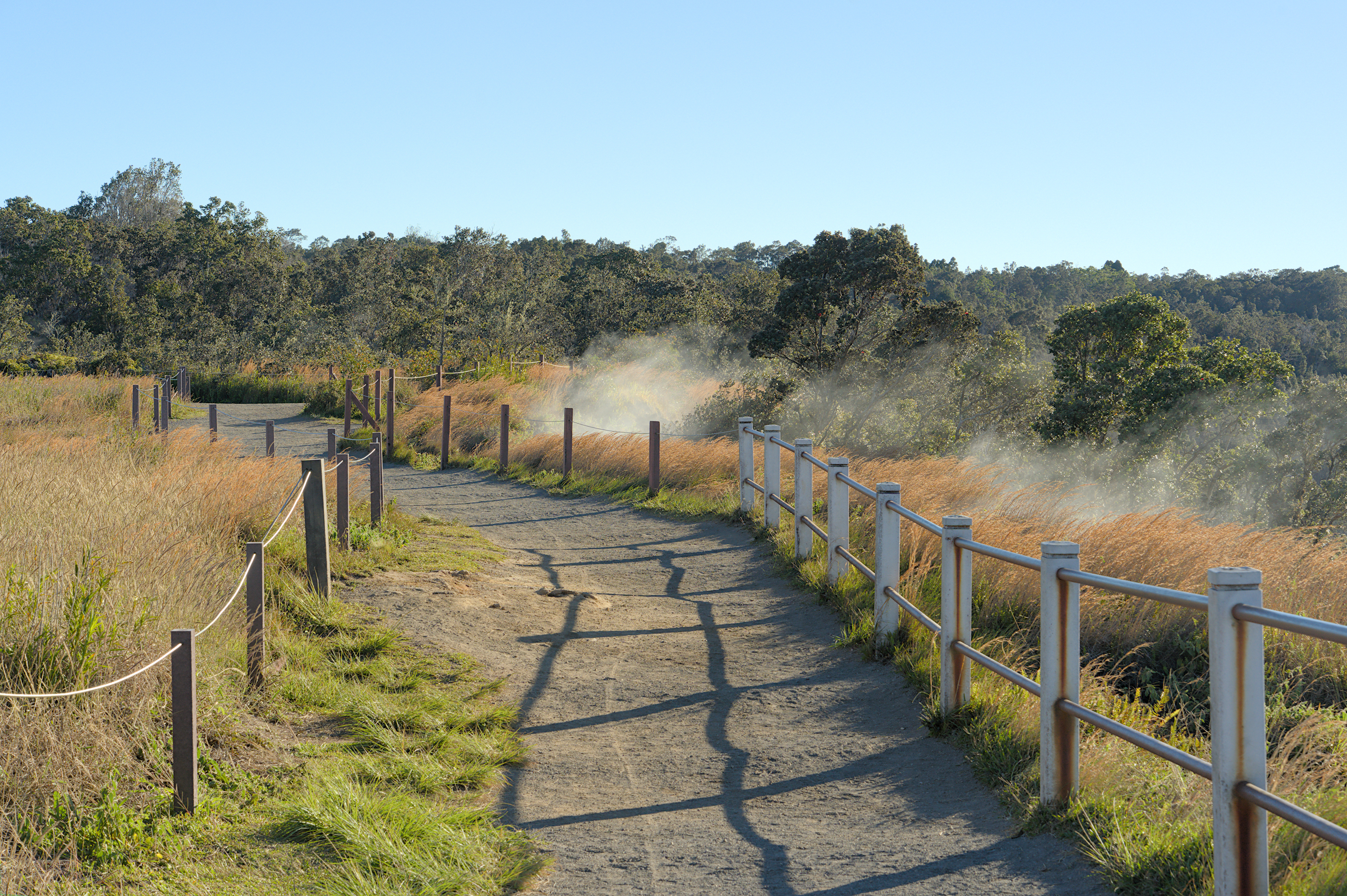
Steaming Bluff
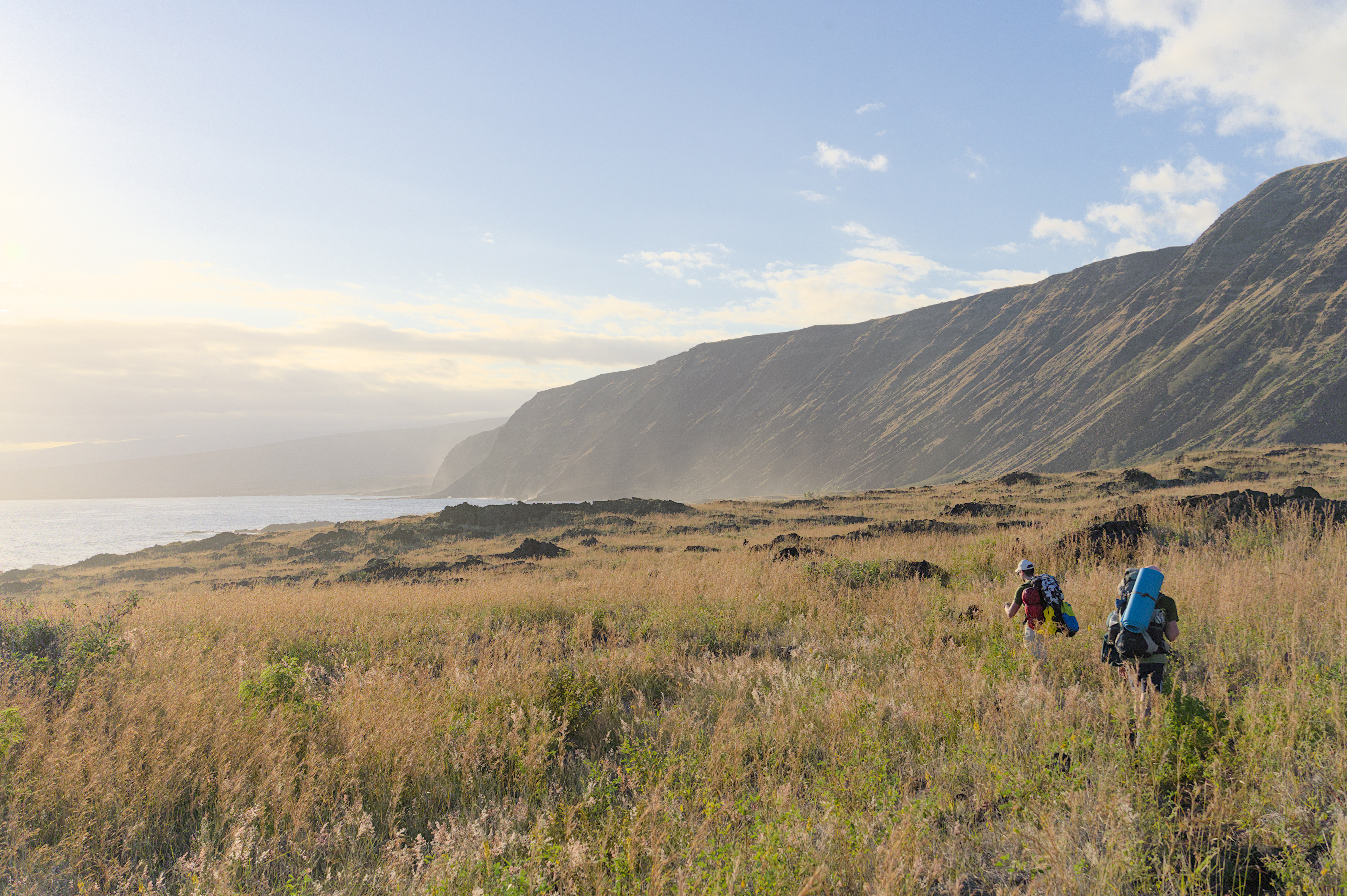
Randonnée dans l'arrière-pays (vers Halapē)